# Komunistyczna Partia Danii
Komunistyczna Partia Danii (język duński: Danmarks Kommunistiske Parti) – duńska partia o profilu komunistycznym.

## Lata 20, 30 okres okupacji hitlerowskiej
Duńska Partia Komunistyczna (DKP) została założona 9 listopada 1919 na konferencji we Fredericii przez trzy separatystyczne grupy socjaldemokratów, nowe ugrupowanie działało pod nazwą Duńska Partia Liberalnosocjalistyczna („Danmarks Venstresocialistiske Parti”). W 1920 już po przejęciu przez bolszewików władzy w Rosji partia zmieniła nazwę na DKP - „Duńska Partia Komunistyczna” i została sekcją Międzynarodówki Komunistycznej. Partia chciała zbliżyć się do innych partii komunistycznych na świecie, w 1920 roku była współzałożycielem Międzynarodówki Komunistycznej. Partia wystartowała w wyborach powszechnych w 1920, w których dostała jedynie 3 859 głosów (0,4%). Protesty w czasie kryzysu wielkanocnego były pierwszą dużą manifestacją siły DKP w Danii. Podczas kryzysu wielkanocnego DKP próbowała przekonać robotników do walki o „republikę rad”.
W czasie Wielkiego Kryzysu wielu Duńczyków straciło pracę wówczas DKP postulowało budowę modelu gospodarczego na wzór Związku Radzieckiego po prowadzonym przez Stalina planie pięcioletnim. W wyborach powszechnych w dniu 16 listopada 1932, przewodniczący partii Aksel Larsen i Arne Munch-Petersen zostali wybrani do parlamentu z list DKP. W dniu 22 czerwca 1941 gdy Związek Radziecki został zaatakowany przez Niemcy. Okupacyjna policja podjęła akcje przeciw komunistom. Wśród aresztowanych był parlamentarzysta Martin Nielsen, który mimo swego immunitetu został aresztowany i internowany do obozu w Horserød. DKP zostało zdelegalizowane. W 1942 roku komuniści rozpoczęli zorganizowany sabotaż linii kolejowych i akcje zbrojne przeciw duńskim firmom, które współpracowały z niemieckimi okupantami.

## Po wojnie
Po wyzwoleniu Danii w dniu 5 maja 1945 roku, DKP została ponownie zalegalizowana. DKP dołączył do rządu, tekę ministra z ramienia DKP objął Alfred Jensen. W wyborach powszechnych w dniu 30 października 1945 był DKP uzyskał w sumie 255,236 głosów (12,5%) oraz 18 miejsc w parlamencie. W tym samym roku szacuje się, że DKP miała około 60.000 członków. W 1956 roku po inwazji ZSRR na Węgry, doszło do masowego rozłamu w DKP. Kryzys wewnątrzpartyjny doprowadził do zażartej walki pomiędzy stalinowcami i skrzydłem bardziej reformistycznym. Z partii odszedł Aksel Larsen, który założył Socjalistyczną Partię Ludową (SF). Knud Jespersen został nowym przewodniczącym partii. W wyborach 15 listopada 1960 roku, DKP uzyskała tylko 1,1% głosów i nie dostała się do parlamentu. Po rozłamie chińsko-radzieckim w 1960 roku, partia obrała ścieżkę proradziecką, w wyniku czego w partii nastąpił kolejny rozłam. Jednak pomimo rozłamów w wyborach parlamentarnych w grudniu 1973 r. DKP uzyskała 3,6% głosów - co doprowadziło do zdobycia sześciu mandatów parlamentarnych. W wyborach w 1979 poparcie dla partii zmalało do 1,9% głosów. W 1982 roku partię opuścił szereg wybitnych osobistości kultury w proteście przeciwko partyjnej polityce kulturalnej.
W 1989 roku partia dołączyła do Bloku Czerwono-Zielonego. W 1996 po raz pierwszy od 1979 członkowie DKP zasiedli w parlamencie, ugrupowanie startując wspólnie z innymi lewicowymi partiami uzyskało dwa mandaty poselskie. W dniu 21 listopada 2009 partia założyła własną organizację młodzieżową, Ungkommunisterne jako następcę DKU która została rozwiązana w 1990 roku po kryzysie w partii.